# Villeret, Aube
Villeret là một xã ở tỉnh Aube, thuộc vùng Grand Est ở phía bắc miền trung nước Pháp.

## Dân số
| 1860                                 | 1882 | 1936 | 1946 | 1954 | 1962 | 1968 | 1975 | 1982 | 1990 | 1999 |
| ------------------------------------ | ---- | ---- | ---- | ---- | ---- | ---- | ---- | ---- | ---- | ---- |
| 117                                  | 121  | 61   | 67   | 70   | 65   | 68   | 80   | 79   | 60   | 57   |
| Từ năm 1962: Dân số không tính trùng |      |      |      |      |      |      |      |      |      |      |